# Lew Wladimirowitsch Kuleschow

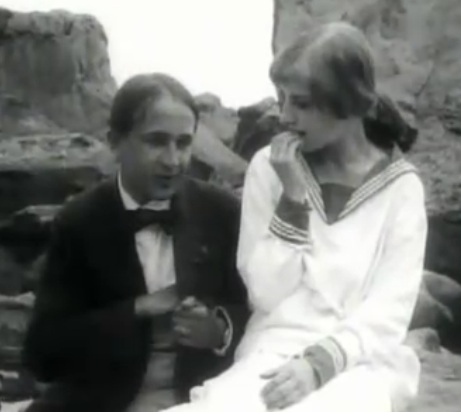
Lew Kuleschow und Tasya Borman in einer Szene von Yevgeni Bauers Film Za schastem (1917)

Lew Wladimirowitsch Kuleschow (russisch Лев Владимирович Кулешов; * 1. Januarjul. / 13. Januar 1899greg. in Tambow; † 29. März 1970 in Moskau) war ein sowjetischer Regisseur.

## Leben und Werk
Kuleschow begann als Kunstmaler 1916 in den Filmstudios von Alexander Chanschonkow und arbeitete dort als Bühnenbildner und Assistent unter anderem bei Filmen Jewgeni Bauers. Ab 1917 führte Kuleschow selbst Regie. In den Revolutionsjahren drehte er an den Fronten des Bürgerkriegs Wochenschaufilme. 1919 übernahm er die Leitung einer Ausbildungsabteilung an der staatlichen Filmschule in Moskau, in der Wsewolod Pudowkin und, für kurze Zeit, auch Sergei Eisenstein studierten.
Er führte als erster filmische Experimente zur Montage durch, die er 1922 den „Kuleschow-Effekt“ nannte. Dabei ersetzte er in einer Sequenz aus vier kurzen Szenen nur eine und konnte zeigen, dass sich Wahrnehmung und Bedeutung der ganzen Sequenz veränderten. 1928 stellte er die These auf, es sei nicht so wichtig, wie die Einstellungen aufgenommen, sondern wie sie geschnitten wurden. Die originalen Montage-Experimente sind verschollen.
Es waren zwei Grundannahmen, die ihn zu seinen Experimenten veranlassten:
- Der Darsteller ist kein Schauspieler, sondern ein Filmmodell, das durch Training von Motorik und Emotion als rein technisches Werk funktioniert.
- Das Wesen des Films liegt in der Verkettung der gefilmten Fragmente, nicht innerhalb der einzelnen Fragmente.

Kuleschow kombinierte z. B. drei unterschiedliche Einstellungen (ein Teller Suppe, ein Sarg mit der Leiche eines kleinen Mädchens, eine leicht bekleidete Frau auf einem Diwan) mit dem Gesicht des Schauspielers Iwan Mosschuchin. Diese kombinierten Einstellungen ließen die Zuschauer völlig unterschiedliche Ausdrücke im Gesicht des Darstellers erkennen – obwohl es sich dabei immer um die gleiche Aufnahme handelte. Dies wird auch als Kuleschow-Effekt bezeichnet. Das Publikum war beeindruckt von der Fähigkeit Mosschuchins, Emotionen wie Hunger, Trauer und Zuneigung auszudrücken.
Alfred Hitchcock wiederholte im Film Das Fenster zum Hof dieses Experiment. Er kombinierte ein und dieselbe Einstellung von James Stewart beim Betrachten einer halbnackten Frau und beim Anblick eines kleinen toten Hundes.

## Filmografie
- 1918: Das Projekt des Ingenieurs Pright[3][4] (Projekt inschenera Praita)
- 1918: Pesn ljubwi nedopetaja
- 1919: Smeltschak
- 1920: An der Roten Front (Na krasnom fronte)
- 1922: Kawkasskije mineralnje wody
- 1924: Die seltsamen Abenteuer des Mr. West im Lande der Bolschewiki (Neobytschainie prikljutschenija mistera Westa w strane Bolschewikow)
- 1925: Der Todesstrahl (Lutsch Smerti)
- 1926: Nach dem Gesetz (Po sakonu)
- 1927: Wascha Snakomaja
- 1929: Dwa-Buldi-Dwa
- 1929: Wesjolaja Kanareika
- 1930: Der Durchbruch (Proryw)
- 1931: Vierzig Herzen (Sorok serdez)
- 1932: Horizont (Gorizont)
- 1933: Weliki uteschitel
- 1940: Sibirjaki
- 1941: Slutschai w wulkane
- 1942: Junyje partisany
- 1942: Der Schwur des Timur (Kljatwa Timura)
- 1943: My s Urala
- 1943: Bojewoi kinosbornik 13